# Bukowiec nad Pilicą
Bukowiec nad Pilicą (do 1961 Bukowiec II) – wieś w Polsce położona w województwie łódzkim, w powiecie opoczyńskim, w gminie Mniszków.
Do 1954 roku siedziba gminy Zajączków. W latach 1975–1998 miejscowość administracyjnie należała do województwa piotrkowskiego.
Wieś jest położona w Sulejowskim Parku Krajobrazowym niedaleko Zalewu Sulejowskiego. Znajduje się tu szkoła podstawowa. Teren głównie rolniczy.
Wierni Kościoła rzymskokatolickiego należą do parafii Najświętszego Serca Jezusowego w Zajączkowie.